# Blauer Arbst
Blauer Arbst ist eine Rotweinsorte. Es handelt sich um eine Mutation des Spätburgunders. Die Trauben sind robuster als die Spätburgunder-Trauben und wurden früher viel in Baden angebaut. Gemeinsam mit dem Spätburgunder wurde er bereits im frühen 19. Jahrhundert zum Rotwein Affentaler (früher Affenthaler geschrieben) ausgebaut. Die Existenz des Spätburgunders ist seit dem Jahr 1330 im Ort Affental, einem Ortsteil der heutigen Stadt Bühl erwähnt.
Der Blaue Arbst ist jedoch heute fast ausgestorben, da der Ertrag sehr schwankend ist. Nach heutiger Lesart gilt der Blaue Arbst nicht mehr als eigenständige Rebsorte, sondern lediglich als ein Klon des Spätburgunders. Es gibt jedoch Projekte, den Blauen Arbst zu retten, so wurden zum Beispiel in der Lage Birkweiler Kastanienbusch in der Pfalz 2009 einige hundert Stöcke neu angepflanzt um aus Blauem Arbst Wein zu keltern und zu verkaufen.
Der Blaue Arbst ist nicht mit dem Blauen Affenthaler (Schreibweise mit "h") identisch, obwohl ein Synonym identisch ist. Beide Sorten wurden jedoch im 19. Jahrhundert im Anbaugebiet Württemberg häufig verwechselt und standen vermutlich gemeinsam in den Weinbergen (→ Gemischter Satz).
Synonyme: Affentaler, Arbst, Elsasser Roth, Pineau Franc, Pignola, Rother, Traminer Schwarz
Abstammung: Form des Spätburgunder
Verbreitung: Der Blaue Arbst ist nur in Deutschland anzutreffen und droht auszusterben.

## Ampelographische Sortenmerkmale
In der Ampelographie wird der Habitus folgendermaßen beschrieben:
- Die Triebspitze ist offen. Sie ist stark weißlich hellgrün behaart. Die Jungblätter sind anfangs spinnwebig behaart um danach fast unbehaart zu sein.
- Die mittelgroßen dunkelgrünen Blätter sind stark rundlich, meist ganz oder schwach dreilappig,  selten jedoch schwach angedeutet fünflappig. Die Stielbucht ist V-förmig offen. Das Blatt ist stumpf gezähnt. Die Zähne sind im Vergleich der Rebsorten mittelgroß. Die Blattoberfläche (auch Spreite genannt) ist blasig derb.
- Die walzenförmige Traube ist selten geschultert,  mittelgroß, länglich und mäßig dichtbeerig. Die rundlichen bis ovalen Beeren sind klein bis mittelgroß und von dunkelblauer bis violettblauer Farbe. Die Schale der Beere ist mittelstark.

Der Blaue Arbst treibt mittelfrüh aus und ist somit empfindlich gegen eventuelle späte Frühjahrsfröste. Ihn zeichnet jedoch bei guter Holzreife eine gute Winterfrosthärte aus.